# Vasumitra
Pour l'empereur de la dynastie Shunga, voir Vasumitra (empereur).
Vasumitra est un érudit important du bouddhisme de l'école Sarvastivada, au Cachemire en Inde. Il se peut qu'il ait vécu durant le IIe siècle de notre ère. Son œuvre principale, le Samayabhedoparacanacakra (« La roue des formations des divisions de la doctrine »), fournit de précieux renseignements sur les écoles et courants du boudhisme Nikaya.  
Le nom « Vasumitra » est cité dans l'Abhidharmamahāvibhāṣā, mais il n'est pas sûr qu'il s'agisse de la même personne, ni même qu'il soit l'auteur de l'Abhidharmakośabhāṣya, ce qui repousserait sa datation au IVe siècle[réf. nécessaire]. 